# Mati Vaikjärv
Mati Vaikjärv (russisch Мати Вайкярв/Mati Waikjarw; * 2. Februar 1944 in Tõstamaa, Kreis Pärnu, Generalbezirk Estland) ist ein ehemaliger sowjetischer Bogenschütze.
Vaikjärv nahm an den Olympischen Spielen 1972 in München teil und beendete den Wettkampf im Bogenschießen auf Rang 24. Sein Heimatverein war Dünamo Pärnu. Noch 2005 landete er im Vorderfeld der estnischen Meisterschaften.